# 미즈하라 키코
미즈하라 키코(일본어: 水原 希子, 영어: Kiko Mizuhara 미즈하라 기코[*], 1990년 10월 15일~)는 일본에서 활동하고 있는 미국 태생의 모델, 배우이다. 아버지는 미국인이고 어머니는 재일 한국인이다. 여동생은 패션 모델 미즈하라 유카이다.

## 경력
2003년 패션잡지인 세븐틴의 전속 모델 오디션에서 미스 세븐 틴으로 선택되어, 3년간 전속 모델로서 활동했다. 2007년 7월부터는 ViVi의 전속 모델이 되면서 잡지 모델로 데뷔했다. 2010년 무라카미 하루키의 동명의 소설을 영화화한 《상실의 시대》에 고바야시 미도리 역으로 출연하였고, 이를 계기로 배우로도 활동하고 있다.

## 출연

### 드라마
- 야에의 벚꽃 (2013년, NHK 대하드라마) - 야마카와 스테마츠 역
- 실연 쇼콜라티에 (2014년 1월 ~ 3월, 후지 TV) - 카토 에레나 역
- 노부나가 콘체르토 (2014년 11월 ~ 12월, 후지 TV) - 이치 역
- 마음이 부서지네요 (2015년 4월 ~ 6월, 후지 TV) - 하야마 미야코 역